# Joumada ath-thania

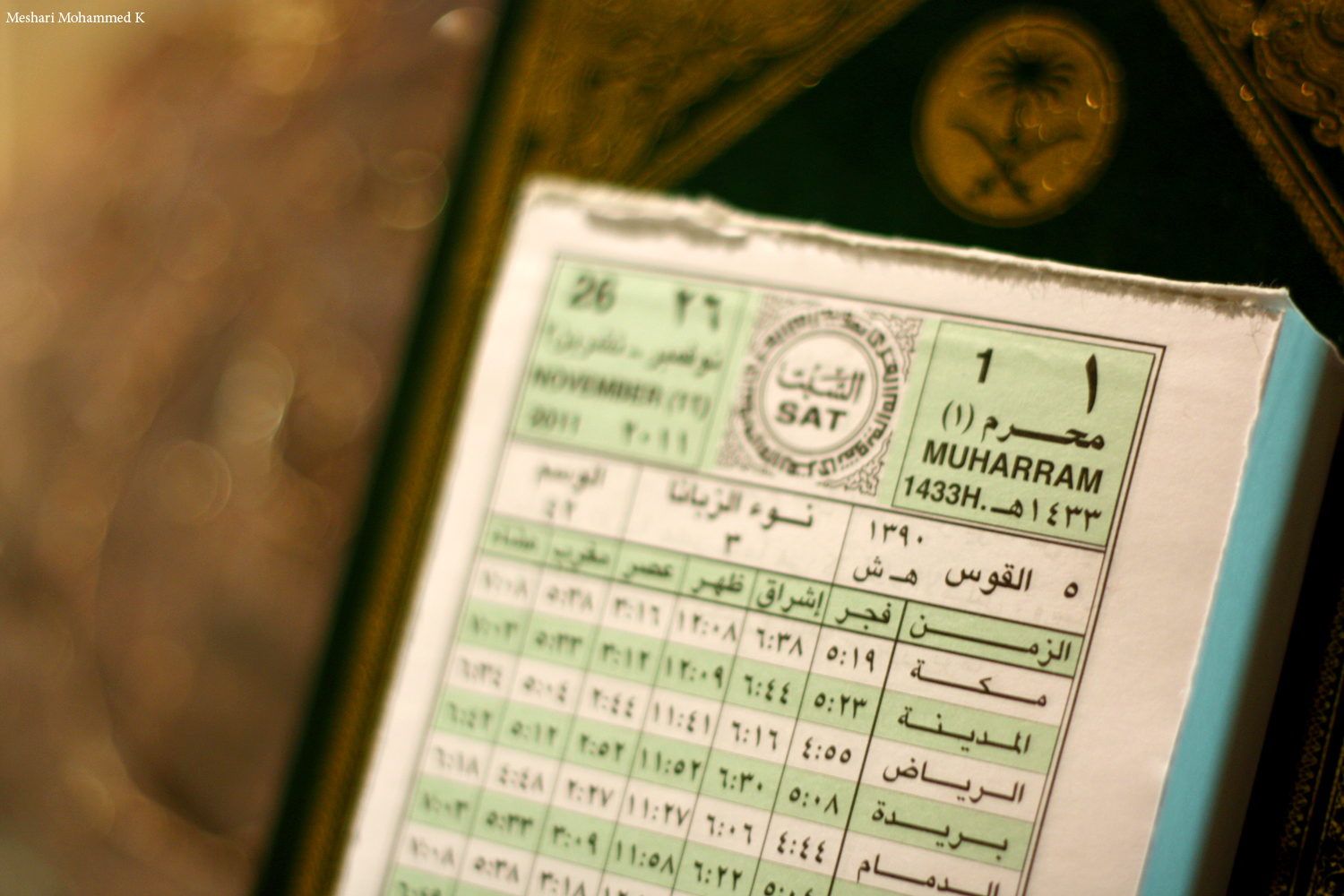
Le calendrier saoudien, qui contient le calendrier lunaire, solaire et grégorien Hijri, qui est publié par l'imprimerie Umm Al-Qura en Arabie saoudite.

Joumada ath-thania (arabe : جُمَادَى ٱلثَّانِيَة, jumādā aṯ-ṯānya « le deuxième (mois de) joumada ») est le sixième mois du calendrier musulman. Il suit le mois de joumada al oula (en arabe : jumādā al-ʾūlā, جُمَادَى ٱلْأُولَى, « le premier (mois de) joumada »). Ces deux mois dont le nom signifie « sécheresse » suivent les deux mois de rabiʿa (mois du « printemps ») — des dénominations qui, comme celle du ramadan (« brûlant ») n'ont plus de sens avec l'adoption du calendrier lunaire strict. Joumada ath-thania est suivie par le mois de rajab.
On trouve aussi parfois l'appellation joumada al-akhira (arabe :جُمَادَى ٱلْآخِرَة « le dernier (mois de) joumada »). L'abréviation Joumada II est parfois aussi utilisée.